# Griselda Restrepo
Griselda Janeth Restrepo Gallego, née le 9 juin 1964 à Palmira, est une femme politique colombienne. Elle a notamment été ministre du Travail entre 2017 et 2018 sous la présidence de Juan Manuel Santos.